# 神之領域
《神之領域》為一款大型多人在线角色扮演游戏，由韓國Nexon製作并在韩国运营，主要的故事背景採自北歐神話，遊戲名稱則取自北歐神話的諸神之國阿斯加德。台港澳现代理商皆為天宇科技，台灣並分別於2011年9月底、10月中旬展開封閉測試和公開測試。

## 玩法
游戏玩法和一般大型多人在线角色扮演游戏类似。遊戲進行方式，採即時戰鬥制。遊戲畫風，以清新可愛為美術設計的主軸；人物採Q版2.5頭身；整體以立體3D為基礎模型，編繪成高品質的2D畫面。人物角色隨時保持在動態；即便人物在等候指令時，也有可愛討喜的動作隨時擺弄著。遊戲具有獨樹一格的打招呼方式，是可以利用虛晃攻擊Miss的方式，來吸引其他玩家注意。搭配鍵盤的按鍵組合，快速使人物出現表情氣球以及各式動作，來表達操作者當下的情緒狀態。裝備外型方面，使用紙娃娃系統（头像）讓角色的造型富有變化。
游戏有以下幾種不同的等級系統：基本等級、名聲等級、技能等級、善惡等級、信仰等級。經驗值在人物死亡時會減少，不同的等級系統及死亡的次數都會影响到經驗值降低的數目。名聲、善惡當經驗值為0時及不再減少(不掉等)，而技能等級不受死亡影响。人物死亡時，金錢有一部分會掉落在地上、裝備一部分會強制解除，身上無空格時會掉落在地上，一定時間內他人無法拾取。

### 職業介紹
- 戰士：優勢的攻擊力也同時具有守備力，是戰鬬的達人。可使用劍、斧等技能，技能等可以向上提升，唯一沒有魔法攻擊的職業。
- 盗賊：近戰職業、高速移動・透明化・在戰鬪之外還可以鑑定物品。使用短劍、鞕技能還有爆彈等PCP有效的技能等等。
- 武道家：具有強軔的肉體，同時可擔任戰鬪及輔助的角色。使用踢技及拳法，可遠距離攻擊，還有輔助技能，具有多樣的技巧。
- 聖職者：可使用多樣的補助咒法、直接回復・復活等。回復・復活・各種輔助技能、也包含攻撃性的技能。
- 魔術師：可使用強力遠距離攻擊的職業。防御力低、不利近戰。具有許多強力的遠距離技巧、也有輔助和補給性的技巧。
- 騎士：戰士的一轉職業。由一般等級91以上，名聲等級21以上的戰士轉職。守備特化型職業。特別是團隊戰更可見其發揮。槍、單手劍等技巧、PT團體輔助技。
- 吟遊詩人：魔術師的一轉職業。由一般等級91以上，名聲等級21以上的魔術師轉職。寵物孵化。解状態異常、大量的輔助系魔法其他職業無法比擬。
- 預言師：使用卡片及召喚術，靈活的使用近戰及法術兼俱的角色。
- 阿修羅：武道家前往遙遠的東方修練後增強的角色，強大的攻擊力及肉體加上爆擊能力，破壞力十分的可怕。

## 发行
台灣代理商為數碼戲胞公司於2002年11月開始在台封閉測試，至2005年12月31日結束在台營運。台版結束營運、數碼戲胞董事長林煜晉率領高層捲款掏空惡性倒閉後，台灣玩家湧入日版伺服器，造成系統負擔後遭日版封鎖IP。於是台灣玩家為求能正常進行該遊戲成了神領自救會，以台版遊戲重新上市為目的，進行各種自救活動，含具名實體連署書、百人電玩展遊戲、參加電玩節目錄影等等，在歷經5年數萬名老玩家不離不棄的努力下，港澳地區在2010年、台灣在2011年分別取得原廠NEXON釋出代理權；台港澳新代理商皆為天宇科技，台灣並分別於2011年9月底、10月中旬展開封閉測試和公開測試。

### 台版產品代言人
神之領域在台營運期間都找線上藝人進行代言的活動，同時結合動畫人物和歌手MVT作宣傳。
- 梁詠琪：代言版本2002：神之領域首部曲～惡魔島、專輯：魔幻季節、主題曲：大魔頭。
- F4：代言版本：0.8、專輯：Fantasy 4 Ever、主題曲：愛的領域。
- 蔡依林：代言版本：神之領域首部曲/惡魔島2003年、專輯：看我72變、主題曲：看我72變。

## 外部連結
- DarkAges VI : Asgard （页面存档备份，存于）（韓国版・遊戲開發原廠）